# ハミングバード (little by littleの曲)
「ハミングバード」は、日本の音楽ユニット・little by littleの5作目のシングル。

## 概要
- 前作「シンクロ」から約2ヶ月ぶりのシングル。
- 表題曲はアニメ『焼きたて!!ジャぱん』のエンディングテーマに起用された。アニメ主題歌を担当するのは2ndシングル「LOVE & PEACE」以来3作ぶり、通算3作目。エンディングテーマとしては初となる。

## 収録曲
1. ハミングバード [4:49]
作詞・作曲：tetsuhiko
編曲：tasuku

1. LONELY SURVIVOR [4:21]
作詞・作曲：tetsuhiko
編曲：tasuku

1. ハミングバード -Instrumental- [4:49]
作曲：tetsuhiko
編曲：tasuku

1. 表題曲のインストゥルメンタル。

## 参加ミュージシャン
little by little
- hideco：Vocals (#1,2)、Chorus (#1)
- tetsuhiko：Chorus (#1)

Additional Musician
- tasuku：Guitar & Bass (#1,3)
- 名越由貴夫：Guitar (#1,3)
- 松本淳：Drums (#1,3)

## タイアップ
- テレビ東京系列アニメ『焼きたて!!ジャぱん』エンディングテーマ (#1)

## 収録アルバム
- Sweet Noodle Pop (#1)
- 焼きたて!!ジャぱん オリジナル・サウンドトラック2 (#1)
- 焼きたて!!ジャぱん 主題歌集 BESTぱん! (#1)